# Gideon Mensah
Gideon Mensah (* 18. Juli 1998) ist ein ghanaischer Fußballspieler.

## Karriere

### Verein
Mensah begann seine Karriere in der West African Football Academy. 2015 spielte erstmals für WAFA in der Premier League.
Im Juli 2016 wechselte Mensah zum österreichischen Zweitligisten FC Liefering, bei dem er einen bis Juni 2021 gültigen Vertrag erhielt.
In der Saison 2016/17 spielte er für den FC Red Bull Salzburg in der UEFA Youth League und erreichte mit der Mannschaft das Final-Four-Turnier in Nyon. Mit dem Team konnte er das Turnier gewinnen.
Im September 2017 stand er gegen den SK Rapid Wien erstmals im Kader des FC Red Bull Salzburg. Im Januar 2019 wurde er an den SK Sturm Graz verliehen. Nach dem Ende seiner Leihe rückte er zur Saison 2019/20 in den Kader von Red Bull Salzburg.
Im August 2019 wurde er nach Belgien an den SV Zulte Waregem verliehen. Bis zum durch die COVID-19-Pandemie bedingten Saisonabbruch kam Mensah zu 19 Einsätzen in der Division 1A. Nach dem Ende der Leihe kehrte er zunächst nach Salzburg zurück. Zur Saison 2020/21 wurde er allerdings ein drittes Mal verliehen, diesmal nach Portugal an Vitória Guimarães. Für Vitória kam er bis zum Ende der Leihe zu 22 Einsätzen in der Primeira Liga.
Zur Saison 2021/22 kehrte er zunächst nach Salzburg zurück, ehe er im August 2021 ein viertes Mal verliehen wurde, diesmal nach Frankreich an Girondins Bordeaux. Während der Leihe absolvierte er 23 Partien in der Ligue 1, aus der er mit Bordeaux jedoch zu Saisonende abstieg. Zur Saison 2022/23 kehrte er zunächst wieder nach Salzburg zurück, ehe er den Verein im August 2022 nach sechs Jahren endgültig verließ und sich dem französischen Erstligaaufsteiger AJ Auxerre anschloss.

### Nationalmannschaft
Im November 2019 debütierte Mensah gegen Südafrika für die ghanaische A-Nationalmannschaft.

## Erfolge
- Österreichischer Meister: 2018
- UEFA Youth League: 2017